# Казерта
Казе́рта (итал. и неап. Caserta) — город в итальянском регионе Кампания, в 22 км к северу от Неаполя, административный центр одноимённой провинции. По данным на сентябрь 2017 года население составляет 75 587 человек
Покровителями города почитаются святой Себастьян, празднование 20 августа, и святая Анна.

## Дворец
Архитектурной доминантой Казерты является грандиозный загородный дворец неаполитанских королей — по всей видимости, самое большое здание, возведённое в Европе XVIII века. Он был построен по проекту голландца Луиджи Ванвителли, который взял за образец не столько Версаль, сколько королевский дворец в Мадриде. Необходимость возведения дворца объяснялась не только соображениями международного престижа, но и тем, что королевская резиденция в Неаполе была открыта для нападений со стороны моря.
С 1752 по 1780 годы во дворце было построено 1200 комнат и придворный театр, однако планы строительства университета и библиотеки, а также 20-километровой въездной аллеи, были оставлены после смерти Ванвителли. Вокруг дворца разбит самый обширный английский парк в Италии, среди достопримечательностей которого — многочисленные фонтаны, колоссальный акведук Ванвителли и шелкопрядильная мануфактура, больше похожая на садовый павильон. К моменту завершения строительства национальные подражания Версалю вышли из моды, и на долю создателей Казертского дворца выпало немало обвинений в безумной расточительности и монотонности созданных ими однообразных перспектив.
В 1997 году ЮНЕСКО объявило дворцово-парковый ансамбль в Казерте памятником Всемирного наследия человечества.

## Города-побратимы
- Алей, Ливан
- Вильяда, Испания
- Маринга, Бразилия
- Питешти, Румыния